# Mella (República Dominicana)
Mella é um município da República Dominicana pertencente à província de Independencia.
Sua população estimada em 2012 era de 3 008 habitantes.